# Кредобаптизъм
Кредобаптизмът е християнска практика на баптизма, позната в много протестантски църкви, особено сред произхождащите от анабаптиските традиции.

## Етимология
Дума кредобаптизъм произлиза от латинската дума credo, което значи „вярвам“.

## Същност
Човек се покръства чрез изповядване на вярата в Господ Исус Христос, след което се допуска до религиозната общност. Такова кръщение се извършва по няколко начина, като пълното потапяне във вода се среща по-често от поръсването с вода по главата. Различава се от кръщението на деца по искане на родителите, изповядващи вярата.